# Copa Mohamed V
A Copa Mohamed V ou Copa Internacional de Clubes Mohamed V foi um torneio internacional amistoso de futebol realizado na cidade de Casablanca, no Marrocos, organizado pela Federação Real Marroquina de Futebol e apoiado pela Confederação Africana de Futebol. Este torneio reuniu alguns dos melhores clubes do momento da Europa, América do Sul, África e o clube campeão do Marrocos.

## História

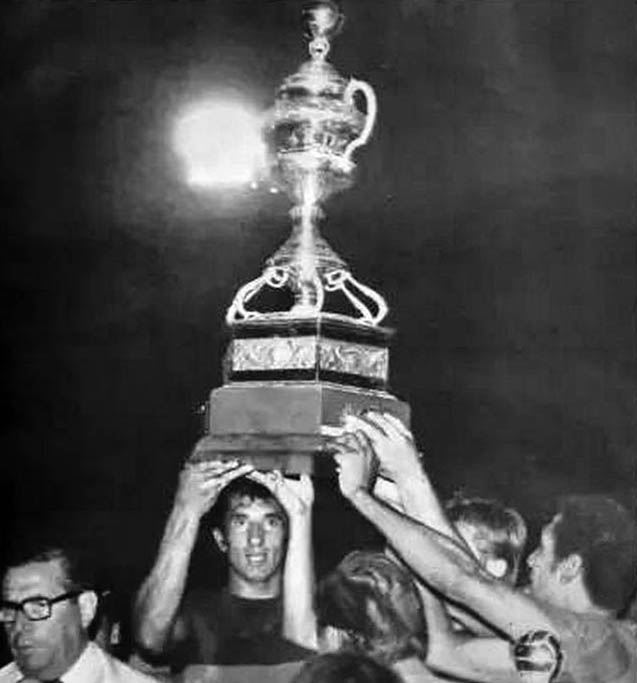
Time do Boca Juniors Campeão da Copa Mohamed V em 1964.

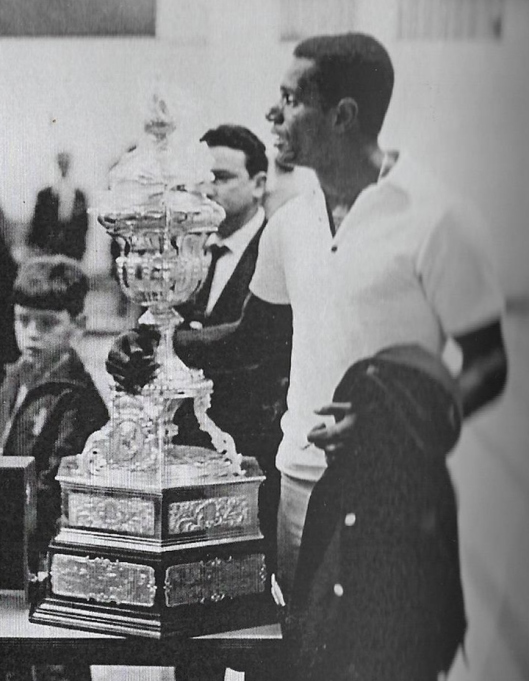
Atacante Silva Batuta do Flamengo com o troféu da Copa Mohamed V em 1968.

O torneio foi idealizado por Ahmed Al-Ntifi na época secretário de esportes do Marrocos que em 1960 na Europa viu os torneios de futebol disputados e adorou a competitividade e o nível de futebol apresentado e queria organizar um torneio semelhante no Marrocos para ajudar a desenvolver o nível do futebol local. 
Ele apresentou sua ideia as autoridades e enfrentou vários obstáculos. No entanto, o entusiasmo do Ahmed Al-Ntifi por sua ideia fez com que ele se apegasse a ela e o apresentasse ao rei Hassan II de Marrocos
como um projeto da criação do torneio como uma de homenagem ao seu pai Maomé V de Marrocos que faleceu em 1961, o  Rei aceitou, e pagou as despesas do torneio.
Depois disso, a Copa Internacional de Clubes Mohamed V desde o seu início, em 1962, tornou-se uma tradição esportiva marroquina de grande prestígio, na qual participaram grandes clubes do futebol mundial como: 
Real Madrid, Inter de Milão, Atlético de Madrid, Barcelona, Bayern de Munique, Boca Juniors, Racing, Peñarol.
foi um torneio quadrangular composto por semifinais, jogo de consolação e final. De 1962 a 1980, foi disputado sob o nome de Copa Mohamed V Entre os anos 1981 e 1985 O torneio não foi realizado, em 1986, 1988 e 1989, foi chamado de Torneio de Casablanca sendo este o último a ser disputado neste ano. O grande dominador da competição foi o Atlético de Madrid com 3 títulos, Já entre os brasileiros apenas o Flamengo foi campeão em 1968, participaram do torneio além do clube carioca o São Paulo, Internacional e Grêmio.
Alguns Clubes Campeões Listam a Copa Mohamed V na sua lista de títulos em seu site oficial, caso do Peñarol e Wydad Casablanca

## Edições

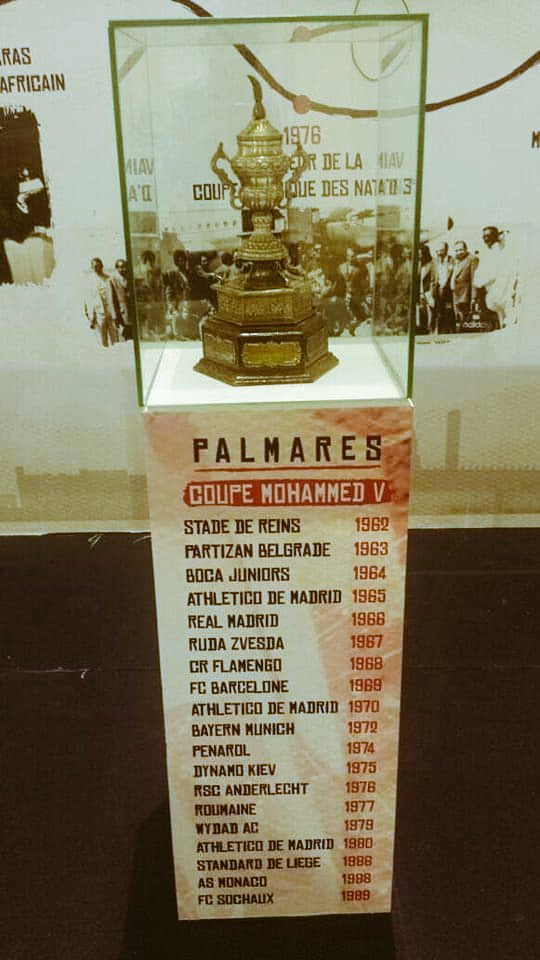
Lista de Campeões da Copa Mohamed V

| Ano                         | Campeão            | Placar    | Vice-campeão      | 3° lugar         | 4° lugar         |
| --------------------------- | ------------------ | --------- | ----------------- | ---------------- | ---------------- |
| 1962                        | Stade de Reims     | 2–1       | Internazionale    | FAR Rabat        | Real Madrid      |
| 1963                        | Partizan           | 4–2       | Real Zaragoza     | FAR Rabat        | Mônaco           |
| 1964                        | Boca Juniors       | 2–1       | Real Madrid       | Saint-Étienne    | FAR Rabat        |
| 1965                        | Atlético de Madrid | 5–0       | Partizan          | Anderlecht       | Maghreb          |
| 1966                        | Real Madrid        | 1–1 (g.a) | Boca Juniors      | FAR Rabat        | Wydad Casablanca |
| 1967                        | CSKA Sófia         | 1–0       | FAR Rabat         | Valência         | Dukla Praha      |
| 1968                        | Flamengo           | 3–2       | Racing            | Saint-Étienne    | FAR Rabat        |
| 1969                        | Barcelona          | 2–2 (pen) | Bayern de Munique | São Paulo        | Wydad Casablanca |
| 1970                        | Atlético de Madrid | 4–1       | FAR Rabat         | Saint-Étienne    | Standard Liège   |
| 1971 não foi disputado      |                    |           |                   |                  |                  |
| 1972                        | Bayern de Munique  | 3–2       | Partizan          | Espanyol         | RS Settat        |
| 1973 não foi disputado      |                    |           |                   |                  |                  |
| 1974                        | Peñarol            | 1–0       | Ruch Chorzów      | Raja Beni Mellal |                  |
| 1975                        | Dínamo de Kiev     | 3–2       | Újpest            | MC Oujda         | Estudiantes      |
| 1976                        | Anderlecht         | 2–1       | OCG Nice          | Sporting         | Wydad Casablanca |
| 1977                        | Romênia            | 3–1       | Checoslováquia    | Wydad Casablanca | Everton          |
| 1978 não foi disputado      |                    |           |                   |                  |                  |
| 1979                        | Wydad Casablanca   | 1–1 (pen) | Canon Yaoundé     | Jeanne d'Arc     | Hafia            |
| 1980                        | Atlético de Madrid | 1–1 (pen) | Internacional     | Maghreb          | CSKA Sófia       |
| 1981-1985 não foi disputado |                    |           |                   |                  |                  |
| 1986                        | Standard Liège     | 2–0       | Grêmio            | Ajax             | FAR Rabat        |
| 1987 não foi disputado      |                    |           |                   |                  |                  |
| 1988                        | Mônaco             | 1–0       | Hassania Agadir   | Kawkab           | CLAS Casablanca  |
| 1989                        | Sochaux            | 1–1 (pen) | CLAS Casablanca   | Kawkab           | Raja Casablanca  |

## Títulos por equipe
| Equipe             | País            | Títulos              | Vices          |
| ------------------ | --------------- | -------------------- | -------------- |
| Atlético de Madrid | Espanha         | 3 (1965, 1970, 1980) | 0              |
| Partizan           | Iugoslávia      | 1 (1963)             | 2 (1965, 1972) |
| Boca Juniors       | Argentina       | 1 (1964)             | 1 (1966)       |
| Real Madrid        | Espanha         | 1 (1966)             | 1 (1964)       |
| Bayern de Munique  | Alemanha        | 1 (1972)             | 1 (1969)       |
| Stade de Reims     | França          | 1 (1962)             | 0              |
| CSKA Sófia         | Bulgária        | 1 (1967)             | 0              |
| Flamengo           | Brasil          | 1 (1968)             | 0              |
| Barcelona          | Espanha         | 1 (1969)             | 0              |
| Peñarol            | Uruguai         | 1 (1974)             | 0              |
| Dínamo de Kiev     | União Soviética | 1 (1975)             | 0              |
| Anderlecht         | Bélgica         | 1 (1976)             | 0              |
| Romênia            | Romênia         | 1 (1977)             | 0              |
| Wydad Casablanca   | Marrocos        | 1 (1979)             | 0              |
| Standard Liège     | Bélgica         | 1 (1986)             | 0              |
| Mônaco             | Mônaco          | 1 (1988)             | 0              |
| Sochaux            | França          | 1 (1989)             | 0              |

## Títulos por países
| País            | Títulos                          |
| Espanha         | 5 (1965, 1966, 1969, 1970, 1980) |
| Bélgica         | 2 (1976, 1986)                   |
| França          | 1 (1962)                         |
| Iugoslávia      | 1 (1963)                         |
| Argentina       | 1 (1964)                         |
| Bulgária        | 1 (1967)                         |
| Brasil          | 1 (1968)                         |
| Alemanha        | 1 (1972)                         |
| Uruguai         | 1 (1974)                         |
| União Soviética | 1 (1975)                         |
| Romênia         | 1 (1977)                         |
| Marrocos        | 1 (1979)                         |
| Mônaco          | 1 (1988)                         |

## Títulos por confederação
- UEFA: 15 (1962, 1963, 1965, 1966, 1967, 1969, 1970, 1972, 1975, 1976, 1977, 1980, 1986, 1988, 1989)
- CONMEBOL: 3 (1964, 1968, 1974)
- CAF: 1 (1979)